# هریستو ایلیوف (بازیکن والیبال)
هریستو ایلیوف (بلغاری: Христо Илиев؛ زادهٔ ۷ نوامبر ۱۹۵۱) بازیکن والیبال اهل بلغارستان است.